# Twist (Csepregi Éva-dal)
A Twist című dal egy 1989-ben megjelent Csepregi Éva dal, melynek eredetije az 1961-ben kiadott Chubby Checker Let's Twist Again című dalának magyar átirata. A dal 12-es bakelit lemezen jelent meg, melynek egyik oldalán a magyar, míg a másik oldalán az angol változat található. A dalból videóklip is készült, melyben a Pa-dö-dő, Végvári Ádám, Ann Turner is közreműködik. A dal megtalálható Éva Így vagy úgy című stúdióalbumán is.

## Megjelenések
12"  Magyarország Profil – SPMS 70815
- A	Twist 4:12 Featuring, Performer – Ann Turner, Baracs János, Bob Heatlie, Éva, Pa-Dö-Dő, Végvári Ádám, Written-By – Heatlie*, Csepregi, Appell, Mann*, Buhenkamp
- B	Twist (Angol Verzió) (English Version) 4:12 Featuring, Performer – Ann Turner, Bob Heatlie, Éva, Written-By – Heatlie*, Appell, Mann, Buchenkamp

## Külső hivatkozások
- A dal magyar változata[5]
- A dal magyar szövege[6]